# Interplanetary Transport Network

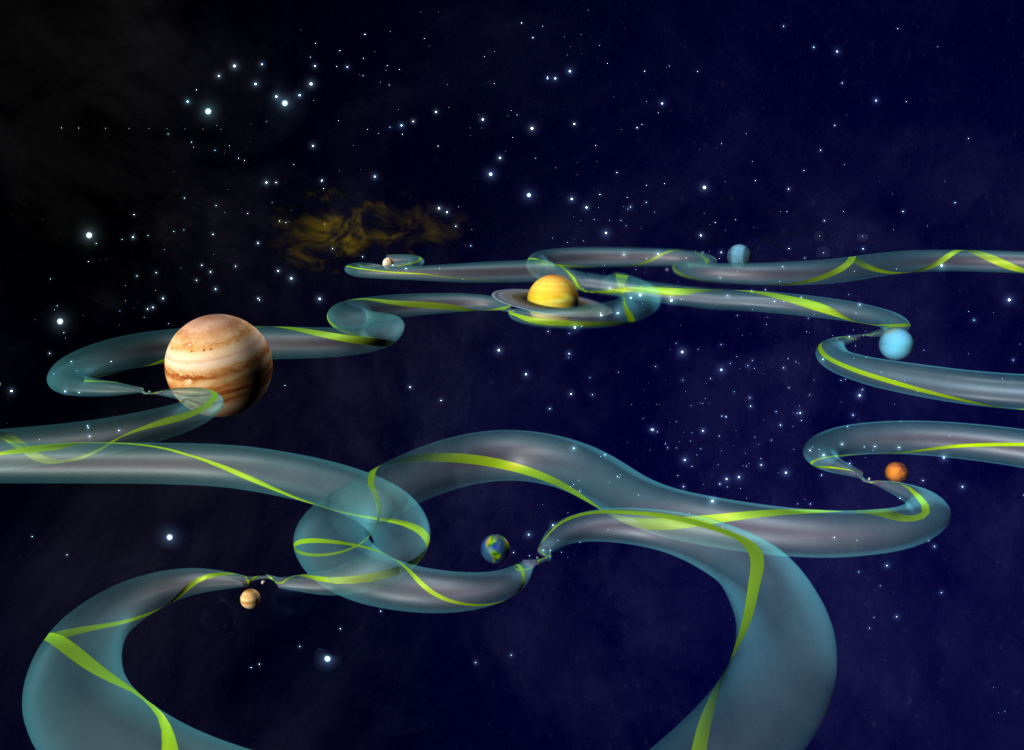
Aquesta representació estilitzada de l'ITN està dissenyat per mostrar el seu pas (sovint complicat) a través del Sistema solar. La cinta verda representa un camí d'entre els molts que són matemàticament possibles al llarg de la superfície del tub fosc. Quan la cinta canvia de direcció bruscament, la trajectòria canvia als punts de Lagrange, mentre que les zones estretes representen ubicacions on els objectes romanen en òrbita temporal al voltant d'un punt abans de continuar.

Interplanetary Transport Network (ITN), en català Xarxa de Transport Interplanetari és un conjunt dinàmic de trajectòries gravitacionals preferides a través del Sistema solar que necessita poca d'energia per al moviment d'objectes. Les ITN són un ús particular dels punts de Lagrange com a llocs en l'espai on les trajectòries es modifiquen emprant poca o cap energia. Aquests punts tenen la propietat especial de permetre que els objectes que orbiten al voltant d'ells, malgrat l'absència d'un objecte al voltant del qual orbita. Mentre s'utilitza molt poca energia, aquests viatges poden durar molt de temps.

## Història
L'origen del descobriment de la xarxa de transport interplanetari ha estat la investigació de la naturalesa exacta dels sinuosos camins prop del punt Lagrange de la Terra-Sol i Terra-Lluna. Van ser estudiats per primera vegada per Henri Poincaré en la dècada de 1890. Va assenyalar que els camins que porten cap a i des de qualsevol d'aquests punts gairebé sempre van portar a la creació d'una òrbita a l'entorn d'aquests punts. En realitat, hi ha un nombre infinit de trajectòries cap a o des d'aquest punt, i no tots requereixen energia per aconseguir qualsevol canvi. Un cop traçades formen un tub amb l'òrbita al voltant del punt de Lagrange en un extrem. La determinació d'aquests camins de retorn es deu als matemàtics Charles C. Conley i Richard P. McGehee. El treball teòric d'Edward Belbruno de 1994 sempre que la primera visió de la naturalesa de la ITN entre la Terra i la Lluna, el treball emprat per Hiten, la primera sonda lunar japonesa.
A partir de 1997 Martin Lo, Shane D. Ross i altres han escrit una sèrie d'articles que identifiquen els fonaments matemàtics que s'aplicaran a la sonda Genesis i missions lunars i jovianes. Parlen d'una Interplanetary Superhighway (IPS), en català Supercarretera Interplanetària.
Resulta que és molt fàcil passar d'un camí que condueix a un punt a un camí de partida. De fet, l'òrbita és inestable, el que significa que l'objecte en moviment acabarà en una forma de sortida sense haver de gastar energia. Tanmateix, amb càlculs és possible determinar quin dels camins de sortida és el seleccionat. Això és útil perquè molts d'aquests camins condueixen a llocs interessants de la zona, com la Lluna o els satèl·lits galileans
de Júpiter. Així, per un cost relativament baix de l'energia, viatgen fins al punt de Lagrange L2 Terra-Lluna, és possible amb una mica d'energia extra per arribar a molts altres llocs.
Les transferències requereixen tan poca energia que permeten viatjar a qualsevol lloc en el Sistema solar. En canvi les transferències són molt lentes i només és útil per a les sondes automatitzades. Ja s'han utilitzat per transferir la nau espacial en el punt de Lagrange L1 Terra-Sol, un punt adient per estudiar el sol que s'ha fet servir en diverses missions recents incloses la missió Genesis, la primera tasca és portar mostres de vent solar a la Terra. Mentrestant, el Solar and Heliospheric Observatory va començar les seves operacions en L1, el 1996.
L'ITN és també útil per entendre la dinàmica del Sistema solar · ; el cometa Shoemaker-Levy 9 va seguir una trajectòria de col·lisió, durant el seu viatge cap a Júpiter. Més recentment la sonda xinesa Chang'e 2 utilitza l'ITN per anar des de l'òrbita lunar fins al punt de Lagrange L2 Terra-Sol, cap a l'asteroide (4179) Toutatis que va sobrevolar amb èxit el desembre de 2012.